# Haltérophilie aux Jeux olympiques d'été de 2016 - Moins de 69 kg femmes
Navigation
Londres 2012 Tokyo 2020
L'épreuve des moins de 69 kg en haltérophilie des Jeux olympiques d'été de 2016 a lieu le 10 août 2016 au Riocentro de Rio de Janeiro.

## Programme
Heure de Rio (UTC−03:00)
| Date         | Horaire | Épreuve  |
| ------------ | ------- | -------- |
| 10 août 2016 | 12 h 30 | Groupe B |
| 10 août 2016 | 15 h 30 | Groupe A |

## Médaillées
| Or           | Argent             | Bronze     |
| Xiang Yanmei | Zhazira Zhapparkul | Sara Ahmed |

## Records
Avant la compétition, les records du monde et olympiques sont les suivants.
| Record du monde  | Arraché     | Liu Chunhong (CHN) | 128 kg | Pékin, Chine | 13 août 2008 |
| Record du monde  | Épaulé-jeté | Liu Chunhong (CHN) | 158 kg | Pékin, Chine | 13 août 2008 |
| Record du monde  | Total       | Liu Chunhong (CHN) | 286 kg | Pékin, Chine | 13 août 2008 |
| Record olympique | Arraché     | Liu Chunhong (CHN) | 128 kg | Pékin, Chine | 13 août 2008 |
| Record olympique | Épaulé-jeté | Liu Chunhong (CHN) | 158 kg | Pékin, Chine | 13 août 2008 |
| Record olympique | Total       | Liu Chunhong (CHN) | 286 kg | Pékin, Chine | 13 août 2008 |

## Résultats
| Rang                                | Athlète                           | Nation          | Groupe | Poids de l’athlète | Arraché (kg) | Arraché (kg) | Arraché (kg) | Arraché (kg) | Épaulé-jeté (kg) | Épaulé-jeté (kg) | Épaulé-jeté (kg) | Épaulé-jeté (kg) | Total |
| Rang                                | Athlète                           | Nation          | Groupe | Poids de l’athlète | 1            | 2            | 3            | Résultat     | 1                | 2                | 3                | Résultat         | Total |
| ----------------------------------- | --------------------------------- | --------------- | ------ | ------------------ | ------------ | ------------ | ------------ | ------------ | ---------------- | ---------------- | ---------------- | ---------------- | ----- |
| Médaille d'or, Jeux olympiques      | Xiang Yanmei                      | Chine           | A      | 68.78              | 113          | 116          | 118          | 116          | 142              | 145              | 147              | 145              | 261   |
| Médaille d'argent, Jeux olympiques  | Zhazira Zhapparkul                | Kazakhstan      | A      | 69.00              | 111          | 115          | 117          | 115          | 140              | 140              | 144              | 144              | 259   |
| Médaille de bronze, Jeux olympiques | Sara Ahmed                        | Égypte          | A      | 68.00              | 107          | 110          | 112          | 112          | 135              | 140              | 143              | 143              | 255   |
| 4                                   | Leydi Solís                       | Colombie        | A      | 68.61              | 106          | 110          | 110          | 110          | 140              | 143              | 146              | 143              | 253   |
| 5                                   | Nazik Avdalyan                    | Arménie         | A      | 68.55              | 103          | 107          | 107          | 107          | 130              | 133              | 135              | 135              | 242   |
| 6                                   | Darya Pachabut (en)               | Biélorussie     | A      | 66.88              | 105          | 105          | 108          | 105          | 126              | 132              | 137              | 132              | 237   |
| 7                                   | Neisi Dajomes                     | Équateur        | B      | 68.83              | 100          | 104          | 107          | 107          | 130              | 135              | 135              | 130              | 237   |
| 8                                   | Mönkhjantsangiin Ankhtsetseg (en) | Mongolie        | A      | 68.97              | 106          | 106          | 108          | 106          | 131              | 135              | 135              | 131              | 237   |
| 9                                   | Marie-Ève Beauchemin-Nadeau       | Canada          | A      | 68.81              | 98           | 98           | 103          | 98           | 130              | 135              | 136              | 130              | 228   |
| 10                                  | Rebekah Tiler (en)                | Grande-Bretagne | B      | 68.59              | 98           | 101          | 101          | 101          | 122              | 126              | 126              | 126              | 227   |
| 11                                  | Apolonia Vaivai (en)              | Fidji           | B      | 68.88              | 88           | 88           | 92           | 88           | 108              | 113              | 117              | 113              | 201   |
| 12                                  | Duygu Aynacı (en)                 | Turquie         | B      | 68.83              | 85           | 88           | 90           | 90           | 105              | 110              | 110              | 110              | 200   |
| 13                                  | Gulnabat Kadyrova                 | Turkménistan    | B      | 68.73              | 85           | 90           | 94           | 90           | 100              | 105              | 105              | 105              | 195   |
| 14                                  | Arcangeline Fouodji               | Cameroun        | B      | 68.08              | 77           | 82           | 86           | 82           | 100              | 105              | 110              | 105              | 187   |
| –                                   | Patrycja Piechowiak               | Pologne         | B      | 68.32              | 98           | 101          | 103          | 101          | –                | –                | –                | –                | –     |
| –                                   | Florina Sorina Hulpan (en)        | Roumanie        | A      | 67.52              | 100          | 100          | 100          | 100          | –                | –                | –                | –                | –     |
| –                                   | Anastasiya Mikhalenka (en)        | Biélorussie     | A      | 67.23              | 103          | 103          | 103          | –            | –                | –                | –                | –                | –     |